# Zeev Sherf
Zeev Sherf (în ebraică זאב שרף) (n. 21 aprilie 1906 Izvor, azi Izvoarele Sucevei, Bucovina, Imperiul Austro-Ungar – d. 18 aprilie 1984) a fost un politician social-democrat israelian originar din România, care a deținut funcția de ministru al comerțului și industriei, al finanțelor și al locuințelor  și a fost deputat în Knesset-ul (Parlamentul) statului Israel. 
A fost cel dintâi secretar al guvernului Israelului, și a participat la redactarea declarației de independență a Israelului. 

## Biografie

### Anii de tinerețe și activitatea în Palestina mandatară
Zeev Sherf s-a născut ca Wilhelm Schärf la data de 21 aprilie 1906, în comuna Izvor din districtul Seletin din Bucovina (aflată atunci în Imperiul Austro-Ungar),
într-o familie de evrei. Tatăl său se numea Meir Tzvi Schärf, iar  mama sa Rachel, născută Pomerantz. 
 
După ce a învățat la școli tradiționale evreiești "heder", a urmat școala elementară și apoi a învățat meșteșugul aurăriei. S-a alăturat de tânăr mișcării de tineret socialist sionist „Poaley Tzion”(Muncitorii Sionului) -C.S  din Romania și a ajuns în conducerea ei. 
În anul 1925 a emigrat împreună cu familia sa în Palestina,aflată pe atunci sub regimul mandatului britanic. A lucrat mai întâi circa trei ani ca funcționar în cadrul fondului Kapai al mișcării mondiale Poaley Tzion  Zion”, apoi a fost vreme de doi ani membru al kibuțului Shfayim. A fost unul dintre fondatorii și liderii mișcării "Tineretului Socialist" („Habaharut Hasotzialistit”) și secretar al clubului sportiv muncitoresc “Ha’Poel”. În timpul celui de-al doilea război mondial, a lucrat în comandamentul Haganei (1940-1944). Intre anii 1944-1949 a fost comandantul serviciului militar de informații al Haganei - Shin Yud (Sherut Yediot), fiind responsabil mai ales de urmărirea activității organizațiilor paramilitare rivale ale sionismului revizionist „Etzel” (Irgun) și Lehi (Grupul Stern).
Ulterior, a devenit secretarul Departamentului Politic al Agenției Evreiești (1945-1947).

### Contribuții la întemeierea și consolidarea  Statului Israel
Zeev Sherf  a fost numit în anul 1947 secretar al comisiei  provizorii (Vaadat matzav)  care a fost însărcinată cu pregătirile în vederea proclamării Statului Israel și organizarea viitorului aparat administrativ. Sherf este autorul celei de-a doua versiuni a declarației de independență a Israelului și, în mod natural, unul din semnatarii ei la 14 mai 1948. În anul 1948 el a fost desemnat secretar al guvernului provizoriu al Israelului, apoi secretar al guvernului Israelului între anii 1948-1957, în timpul premierilor David Ben Gurion și Moshe Sharet.

### Deputat și ministru
La alegerile pentru al 6-lea Knesset în anul 1965, Sherf a fost ales în parlament pe lista partidului Mapai, care din 1968 a făcut parte din Partidul Muncii. A rămas deputat pana in anul 1973. La începutul perioadei celui de al 6-lea a fost membru al Comisiei pentru Probleme Financiare și al Comisia pentru Afaceri Interne.
A îndeplinit apoi funcțiile de ministru al comerțului și industriei (22 noiembrie 1966 - 15 decembrie 1969), ministru al finanțelor (5 august 1968 - 15 decembrie 1969) și finalmente ministru al locuințelor (15 decembrie 1969 - 10 martie 1974) în guvernele conduse de Levi Eshkol și Golda Meir.
Ca ministru al locuințelor, Sherf a dat prioritate problemelor tinerelor cupluri și ale cartierelor dezavantajate. A dat o mare atenție necesității de a ridica nivelul de educație în rândul familiilor cu mulți copii, între altele, prin întemeierea de biblioteci publice cu un mare repertoriu informativ care să permită îmbunătățirea pregătirii școlare.

### Alte funcții publice
În anul 1954 Zeev Sherf a îndeplinit sarcina de președinte al comisiei pentru examinarea metodelor de apreciere și încasare a impozitului pe venit. În anii 1966-1967 Sherf a fost membru în comisia Yadin-Sherf pentru anchetarea implicarii israeliene în afacerea răpirii la Paris și a uciderii de către serviciile secrete marocane a liderului de stânga în exil, Mehdi Ben Barka. Între anii 1970-1973 a fost președintele consilului de administrație al companiei guvernamentale de locuințe Amidar, de asemenea a funcționat un timp ca președinte al Consiliului presei și ca președinte al comitetului executiv al Universității ebraice din Iersualim.
Zeev Sherf a încetat din viață la Ierusalim la 18 aprilie 1984. A fost înmormântat în cimitirul de pe muntele Har Hamenuhot  
A fost căsătorit de două ori. Din prima căsătorie a avut un fiu, medic, Kalonimus Scherf. Din a doua căsătorie, lungă, cu Henya, născută Udvin, originară din Lituania, a avut trei copii:Yair, Tzipor (căsătorită Naot) și Tzvi Moshe. O strănepoată, Shira Naot, este jurnalistă în domeniul muzical.

## Lucrări publicate
- Drept și Administrație în statul Israel (1953)
- Trei zile (1959)

## Funcții publice în Israel
Zeev Sherf a deținut următoarele funcții publice:
- 1950-1952 - cel dintâi comisar al serviciilor publice din Israel
- 1954 - președintele Comisiei pentru examinarea evaluării și încasării impozitului pe venit
- deputat în Knesset din partea Partidului Mapai și apoi din partea Partidului Muncii (1965-1973)
- ministru al comerțului și industriei (22 noiembrie 1966 - 15 decembrie 1969)
- ministru al finanțelor (5 august 1968 - 15 decembrie 1969)
- ministru al locuințelor (15 decembrie 1969 - 10 martie 1974)
- 1966-1967 - membru în comisia Yadin-Sherf pentru anchetarea suspiciunii de implicare a Israelului în Afacerea Ben Barka
- 1970-1973 - președintele companiei guvernamentale de locuințe Amidar
- cel dintâi președinte al Consiliului presei din Israel
- președinte al Comitetului Executiv al Universității Ebraice din Ierusalim
- președinte al Comitetului Executiv al Teatrului Han din Ierusalim